# П'ятниця, 13-те, частина 3
П'ятниця, 13-те, частина 3 (англ. Friday the 13th Part III) — американський фільм жахів режисера Стіва Майнера. В кінотеатрах картина виходила у форматі 3D.

## Сюжет
Джейсон Вурхіз, який вижив після поранення від мачете, повернувся помститися всім, хто ходить через «його» ліс. Нова група друзів на вечірці, недалеко від кемпінгу підійде для розправи. Цього разу Джейсон буде сильніше, ніж коли-небудь.

## У ролях
| Актор            | Роль           |
| ---------------- | -------------- |
| Дена Кіммелл     | Кріс           |
| Пол Кратка       | Рік            |
| Річард Брукер    | Джейсон Вурхіс |
| Енн Гейбіс       | касир          |
| Нік Севадж       | Алі            |
| Рейчел Говард    | Чилі           |
| Девід Катімс     | Чак            |
| Ларрі Зернер     | Шеллі          |
| Трейсі Севадж    | Деббі          |
| Джеффрі Роджерс  | Енді           |
| Катрін Паркс     | Віра           |
| Кевін О'Брайен   | Локо           |
| Глорія Чарльз    | Фокс           |
| Шері Моганс      | Една           |
| Стів Сусскінд    | Гарольд        |
| Девід Вайлі      | Ейбл           |
| Перла Волтер     | місіс Санчез   |
| Чарлі Мессенджер | солдат 1       |
| Террі Баллард    | солдат 2       |
| Теренс МакКоррі  | солдат 3       |
| Джианні Стендарт | журналістка    |
| Стів Майнер      | телекоментатор |

## Касові збори
Фільм зібрав $9,406,522 за перший вікенд і побив рекорд прем'єрних зборів фільму жахів, що належав "П'ятниці 13-го" (1980). На внутрішньому ринку фільм заробив загалом $36,7 млн. Він посів 21 місце у списку найкасовіших фільмів 1982 року, зіткнувшись із сильною конкуренцією з боку інших гучних фільмів жахів, таких як "Полтергейст", "Калейдоскоп жахів", "Щось", "Геловін III: Сезон відьом", "Різанина на вечірці", "Рентген", "Години відвідування", "Емітівілль II: Одержимість", "Звір усередині", "Люди-коти" та "Веном". Станом на 2020 рік він все ще залишається четвертим найкасовішим фільмом у серії "П'ятниця, 13-е" і третім за кількістю проданих квитків; з приблизно 11 762 400 проданими квитками, його перевершують лише оригінал 1980 року з 14 778 700 квитками та "Фредді проти Джейсона" з 13 701 900 квитками. Фільм також є десятим найкасовішим фільмом з рейтингом R 1982 року, другим найкасовішим фільмом жахів 1982 року, шостим за касовими зборами 1982 року, а з поправкою на інфляцію — дев'ятим найкасовішим фільмом жахів усіх часів.

## Цікаві факти
- Серед всіх 3D-фільмів, що вийшли на початку 1980-х років, ця стрічка виявилася найуспішнішою в плані касових зборів.
- У 3-й частині Джейсон остаточно сформувався в плані зовнішнього вигляду: хокейна маска, оливкова сорочка і штани хакі. І цей одяг майже не змінювався протягом наступних семи частин.
- Після 3-ї серії Джейсон з'явився на книжкових прилавках. На цьому сценарії засновані книги Майкла Аваллона і Саймона Хоука, який написав новели з перших чотирьох частин.
- Не враховуючи вступу зі сценами з 2-ї частини, це єдина серія, у якій герої не промовляють ім'я Джейсона.
- Щоб уникнути передчасного витоку інформації про сюжет, творці використовували фальшиву назву — Crystal Japan, на честь пісні Девіда Бові. Відтоді творці ввели таку практику і використовувалися пісні Бові для кіносерії.
- Загальна кількість трупів по сюжету — 13.
- Події фільму починаються ввечері четверга, 12 липня, коли були вбиті власник магазину і його дружина. Решта фільму відбувається в п'ятницю, 13-го.